# Ferrovie dell'Oberland bernese
Le Ferrovie dell'Oberland Bernese (Berner Oberland-Bahnen, BOB) sono una piccola rete ferroviaria che collega la città di Interlaken con i comuni di Lauterbrunnen e Grindelwald; sono gestite dalla omonima società ferroviaria operante nell'Oberland bernese in Svizzera.

## Storia
Nel 1887 l'Assemblea federale accordò la concessione per una ferrovia a scartamento ridotto tra Interlaken (Zollhaus) e Lauterbrunnen, con diramazione da Zweilütschinen a Grindelwald. L'anno successivo si costituì la società Berner Oberland-Bahnen (BOB), con sede a Berna (spostata nel 1895 a Interlaken) per la costruzione e l'esercizio della linea.
La linea entrò in servizio il 1º luglio 1890: all'apertura erano in servizio quattro locomotive e sedici carrozze. La frequentazione fu inizialmente altalenante (sovraffollata d'estate e quasi deserta d'inverno, tanto che venne chiesto senza successo di sospendere l'esercizio invernale), migliorando con l'apertura della Bergbahn Lauterbrunnen-Mürren (1891), della Wengernalpbahn e della ferrovia della Schynige Platte (1893), quest'ultima rilevata dalla BOB nel 1895.
Nel 1907 vennero stesi i primi piani per l'elettrificazione della linea, approvata dall'assemblea generale della BOB nel 1912: la trazione elettrica entrò in servizio il 9 marzo 1914. Lo scoppio della Prima guerra mondiale, avvenuto poco dopo l'inaugurazione della trazione elettrica, portò ad un calo dei viaggiatori (dai 454.859 del 1913 ai 259.968 del 1914, ai 101.288 del 1915) e dei ricavi. Ripresasi a conflitto finito (677.190 viaggiatori nel 1937) subì un nuovo calo con la Seconda guerra mondiale, portando la BOB a chiedere l'aiuto della Confederazione sulla base della legge federale sull'aiuto alle ferrovie del 1939. Grazie all'aiuto della Confederazione, del canton Berna e dei comuni interessati fu possibile rinnovare il parco mezzi (con l'acquisto di tre automotrici, un locomotore da manovra e sette carrozze) e le installazioni fisse.
Dopo quattro anni di lavori nel 1999 entrò in servizio la rettifica, con raddoppio, della tratta Wilderswil-Zweilütschinen: tali lavori, costati 32 milioni di franchi, permisero di accorciare di due minuti la durata del viaggio tra Interlaken e Zweilütschinen, rendendo più efficiente l'uso di personale e rotabili.
In occasione del cambio d'orario di fine 2015 è entrata in servizio una variante della linea tra Zweilütschinen e Lütschental, comprendente una galleria di 700 metri. La variante venne costruita a partire dal 2013 per evitare la sezione più pericolosa della linea.
Il 13 dicembre 2019 è stata inaugurata la fermata di Grindelwald Terminal in corrispondenza di scambio con nuova cabinovia Grindelwald-Männlichen. L'apertura commerciale è avvenuta il 14 dicembre dello stesso anno.
Il 9 dicembre 2023 è stata aperta la nuova stazione di Matten bei Interlaken situata fra le stazioni di Interlaken Est e Wilderswil.

## Caratteristiche
La linea, a scartamento metrico, è lunga 23,5 km, di cui 5,7 armati con cremagliera tipo von Roll. La linea è elettrificata in corrente continua 1500 V; il raggio minimo di curva è 100 metri, la pendenza massima è del 120 per mille. La velocità massima ammessa è 70 km/h (40 km/h sulle tratte a cremagliera). È a doppio binario tra le stazioni di Umler e Zweilütschinen.
Lo scartamento di 1000 mm è compatibile con quello della Zentralbahn che collega Interlaken a Lucerna.

### Percorso
|  |  |  | Unknown route-map component "STR+l" | Unknown route-map component "CONTfq" |

|  | Head station | End station |

|  | Unknown route-map component "ABZgl" | Unknown route-map component "CONTfq" |

|  | Station on track |

|  | Station on track | Head station |

|  |  | Unknown route-map component "STRo" | One way leftward | Unknown route-map component "CONTfq" |

|  | Unknown route-map component "STRo" |

|  | Non-passenger station/depot on track |

|  | Unknown route-map component "STRo" |

|  | Station on track |

|  | Unknown route-map component "ABZgl" | Unknown route-map component "STR+r" |

|  | Unknown route-map component "STR+Za" | Straight track |

|  | Unknown route-map component "DST+Ze" | Straight track |

|  | Unknown route-map component "STR+Za" | Straight track |

|  | End station | Straight track |

| Unknown route-map component "CONTgq" | Unknown route-map component "KBHFeq" | Straight track |

|  |  | Unknown route-map component "BS2+l" | Unknown route-map component "eBS2+r" |

|  |  | Unknown route-map component "tSTRa" | Unknown route-map component "exTUNNEL2" |

|  |  | Unknown route-map component "tSTRe" | Unknown route-map component "exTUNNEL2" |

|  |  | Unknown route-map component "BS2l" | Unknown route-map component "eBS2r" |

|  |  | Station on track |

|  |  | Unknown route-map component "STR+Za" |

|  |  | Unknown route-map component "STR+Ze" |

|  |  | Station on track |

|  |  | Station on track |

|  |  | Unknown route-map component "STR+Za" |

|  |  | Stop on track |

|  | Unknown route-map component "CONTgq" | Unknown route-map component "STR+r" | Straight track |  |

|  |  | End station | Unknown route-map component "KBHF+Ze" |  |

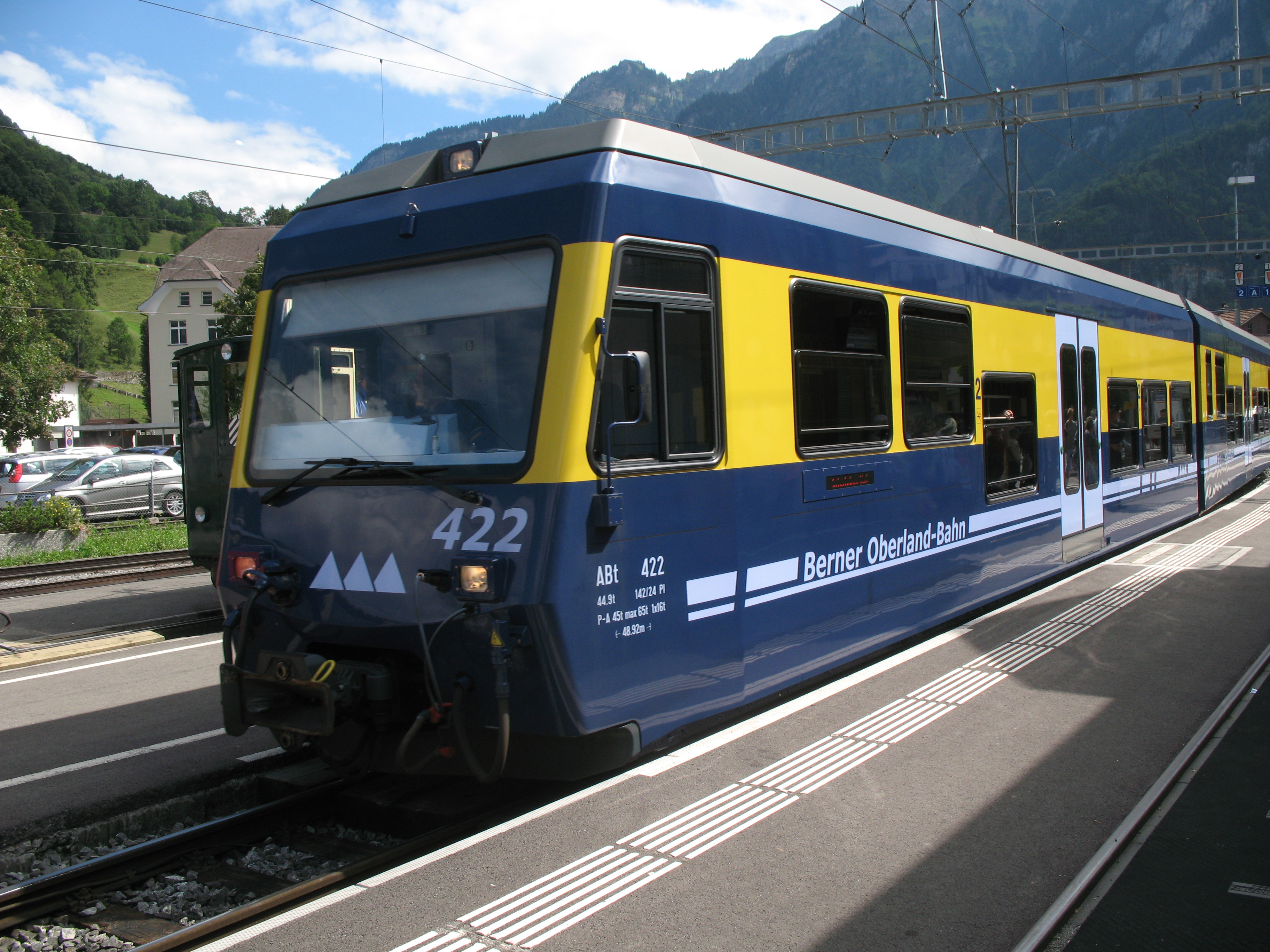
Stazione di Wilderswil, da dove si dirama la Ferrovia per la Schynige Platte

La linea ha la forma di una Y rovesciata ed inizia alla stazione est di Interlaken (Interlaken Ost); si divide in due rami a Zweilütschinen dei quali uno raggiunge Grindelwald e l'altro Lauterbrunnen. Ambedue le stazioni sono collegate tra loro dalla Wengernalpbahn. A Interlaken avviene l'interscambio con le linee principali della BLS e della Zentralbahn. Dalla stazione intermedia di Wilderswil si diparte la Ferrovia della Schynige Platte. Dal Lauterbrunnen si possono inoltre raggiungere le frazioni di Wengen (con la Wengernalpbahn) e Mürren (tramite la funivia).
I servizi ferroviari sono commercializzati da Jungfraubahnen Management AG, una filiale delle Ferrovie della Jungfrau.

## Materiale rotabile

### Materiale motore - prospetto di sintesi
| Tipo                       | Matricola           | Anno di costruzione | Costruttore     | Note |
| -------------------------- | ------------------- | ------------------- | --------------- | --- |
| Locomotive a vapore        | HG 3/3 1÷6          | 1890-93             | SLM             | 1, 3 e 6 cedute alle FCL nel 1915; 2 e 4 cedute nel 1914 alla ChA; 5 radiata nel 1956                                                                                               |
| Locomotive a vapore        | HG 3/3 7÷10         | 1906-10             | SLM             | 9 ceduta nel 1915 alla SV; le altre alle FCL nel 1917 |
| Locomotiva a vapore        | HG 2/2 11           | 1893                | SLM             | demolita nel 1949 |
| Locomotive elettriche      | HGe 3/3 21÷28       | 1914                | SLM-MFO-BBC     | 24 conservata dalla BOB, 26 venduta in Francia nel 2020, le altre demolite |
| Locomotiva elettrica       | HGe 3/3 29          | 1926                | SLM-MFO         | dal 2014 alla Ferrovia Museo Blonay-Chamby |
| Locomotore ad accumulatori | Ta 2/2 1            | 1946                | Stadler         | ricostruito nel 1959 con motore Diesel Saurer e riclassificato Tm 2/2 1 |
| Locomotore Diesel          | HGm 2/2 31          | 1985                | Steck-Deutz-SLM | |
| Automotrici elettriche     | BCFhe 4/4 301÷303   | 1949                | SLM-BBC         | riclassificate ABFhe 4/4 dal 1956, ABDhe 4/4 dal 1962, ABDeh 4/4 dal 1966; 301 demolita nel 1996 (per un certo periodo noleggiata alla MIB), 302 rotabile di servizio, 303 demolita |
| Automotrici elettriche     | ABhe 4/4 I 304÷310  | 1965-79             | SIG-SLM-BBC     | riclassificate ABeh 4/4 dal 1966; 309 venduta nel 1999 alla Bayerische Zugspitzbahn, 304 rotabile di servizio, 310 riserva, le altre demolite                                       |
| Automotrici elettriche     | ABeh 4/4 II 311÷313 | 1986                | SLM-BBC         | |
| Automotrici elettriche     | ABDeh 8/8 321÷326   | 2017                | Stadler         | a tre casse |